# Ga Phú Diễn (đường sắt Bắc Hồng – Văn Điển)
Ga Phú Diễn là một nhà ga xe lửa tại quận Bắc Từ Liêm, thành phố Hà Nội. Là 1 ga thuộc tuyến  đường sắt Bắc Hồng - Văn Điển, có lý trình Km 15+050, phía bắc nối với ga Kim Nỗ và phía nam nối với ga Hà Đông.